# Rosemarie Allen
Tiến sĩ Rosemarie Allen là Chủ tịch kiêm Giám đốc điều hành của Viện Công bằng và Xuất sắc chủng tộc (IREE) và là giáo sư tại Trường Giáo dục tại Đại học Metropolitan State University of Denver.

## Đầu đời và giáo dục
Allen sinh ra ở California, Hoa Kỳ và đã tốt nghiệp cử nhân tại Đại học bang California, Long Beach. Allen đã hoàn thành Thạc sĩ Giáo dục tại Đại học Lesley và Tiến sĩ về Công bằng và Lãnh đạo trong Giáo dục tại Đại học Colorado Denver. Tiến sĩ Rosemarie Allen đã phục vụ như một nhà lãnh đạo đa dạng, công bằng và hòa nhập trong hơn 30 năm. Cô là Chủ tịch và Giám đốc điều hành của Viện Công bằng và Xuất sắc chủng tộc (IREE). Với tư cách này, cô đã làm việc với Bộ Giáo dục Hoa Kỳ và 48 Bộ Giáo dục Tiểu bang, Hải quan và Bảo vệ Biên giới Hoa Kỳ, Dịch vụ Truyền thông Công cộng (PBS), Tiêu chuẩn và Đào tạo Cảnh sát viên (POST). Rosemarie đã từng đảm nhận vai trò giám đốc với Bộ Dịch vụ Nhân sinh Colorado với tư cách là Giám đốc Bộ phận Học tập sớm và Rèn luyện Thanh thiếu niên. Rosemarie cũng là Chuyên gia về công bằng của 9News KUSA với chuyên mục hàng tuần về công bằng chủng tộc ở mọi cấp độ xã hội.